# 17951 Fenska
17951 Fenska è un asteroide della fascia principale. Scoperto nel 1999, presenta un'orbita caratterizzata da un semiasse maggiore pari a 2,2798747 UA e da un'eccentricità di 0,1030780, inclinata di 3,28688° rispetto all'eclittica.